# Ордена Азербайджана
Ордена Азербайджана — высшая форма поощрения граждан за выдающиеся заслуги в защите страны, государственном строительстве, экономике, науке, культуре, искусстве, воспитании, просвещении, охране здоровья, жизни и прав граждан, благотворительной деятельности и иные выдающиеся заслуги перед государством.

## Список
| Изображение | Название                      | Учреждён            | Примечания |
| ----------- | ----------------------------- | ------------------- | --- |
|             | Орден «Гейдар Алиев»          | 22 апреля 2005      | - Награждается за выдающиеся заслуги в процветании, величии и славе Азербайджана; за мужество и отвагу, проявленные в деле защиты Родины и государственных интересов Азербайджанской Республики. - Первое награждение — 28 апреля 2005 года (Ильхам Алиев) |
|             | Орден «Независимость»         | 6 декабря 1993      | - Награждаются за заслуги в национально-освободительном движении в Азербайджанской Республике, перед государством и народом Азербайджанской Республики, в работе национально-государственному строительству Азербайджанской Республики. - Удостоены 72 человека |
|             | Орден «Шах Исмаил»            | 6 декабря 1993      | - Награждаются за особые заслуги в организации и укреплении Вооружённых Сил Азербайджанской Республики, в обеспечении территориальной целостности и безопасности Азербайджанской Республики, в ликвидации последствий чрезвычайных ситуаций в республике и за выдающуюся полководческую деятельность. - Удостоены 1 человек — Ильхам Алиев |
|             | Орден «Азербайджанское знамя» | 6 декабря 1993      | - Награждаются за особые заслуги в национально-освободительном движении и общественно-политической деятельности в Азербайджанской Республике, в развитии военной науки и техники, в сохранении независимости и территориальной целостности Азербайджанской Республики, в обеспечении мира и спокойствия в республике, в охране порядка и на военной службе и в обеспечении охраны государственной границы. |
|             | Орден «Доблесть»              | 17 ноября 2017      | - Имеет три степени. Вручается военнослужащим Вооруженных сил Азербайджана за особые заслуги в обеспечении независимости, территориальной целостности и безопасности Азербайджана, высокопрофессиональное руководство военными частями во время боевых операций, завершившихся освобождением значимых или стратегических территорий, жилых районов, районов или городов от вражеской оккупации. За проявление мужественных и решительных действий при выполнении военных обязанностей и выполнении военной службы в условиях реальной угрозы жизни и здоровью. |
|             | Орден «Честь»                 | 16 февраля 2007     | - Награждается за особые заслуги перед Азербайджанской республикой и нацией, за вклад в построении Азербайджанской государственности, за заслуги в развитии экономического, научно-технического, общественно-культурного прогресса и в науке, культуре, литературе, искусстве, просвещении и здравоохранении. |
|             | Орден «Слава»                 | 6 декабря 1993      | - Награждается за особые заслуги в экономическом, научно-техническом и социально-культурном развитии, в укреплении мира и дружбы и развитии сотрудничества между народами, выдающиеся трудовые результаты в промышленности, транспорте, связи, строительстве и других отраслях народного хозяйства, особые заслуги в области науки, образования и здравоохранения. |
|             | Орден «Дружба»                | 16 февраля 2007     | - Награждается за особые заслуги в развитии дружеских, экономических и культурных связях между Азербайджанской республикой и иностранным государством, особый вклад в укреплении дружбы народов, большие заслуги в построении конструктивных отношений между цивилизациями и установление диалога между культурами, выдающиеся заслуги в установлении мира и стабильности между странами, регионами и в мире целом. |
|             | Орден «За службу Отечеству»   | 7 ноября 2003 года  | - Имеет три степени. Награждается за верность Азербайджанской Республике, достойное и добросовестное выполнение должностных обязанностей, плодотворную деятельность, высокий профессионализм и особые достижения на государственной службе, особые заслуги в строительстве национального государства, заслуги в области науки, образования и здравоохранения. |
|             | Орден «Труд»                  | 29 ноября 2016 года | - Награждается за многолетний плодотворный труд в промышленной, сельскохозяйственной, строительной, транспортной, торговой и других сферах; выдающиеся трудовые достижения в сфере науки, образования, здравоохранения, культуры, физического воспитания, спорта и в других сферах; за высокие показатели в производстве сельскохозяйственной продукции, продолжительное результативное применение в производстве новой техники, технологий, передового опыта, изобретений и рационализаторских предложений.                                                   |
|             | Орден «Победа»                | 2020 год            | - Присуждается командующим частями и вышестоящему руководящему составу Вооружённых сил Азербайджана за высокий профессионализм при управлении боевыми операциями, завершившимися освобождением стратегических или важных территорий, населенного пункта, района или города, а также восстановлением государственной границы. |
|             | Орден «Карабах»               | 2020 год            | - Предназначен для лиц, продемонстрировавших храбрость при уничтожении живой силы и техники противника, а также при выполнении служебного долга в условиях реальной угрозы жизни во время освобождения оккупированных территорий и восстановления государственных границ Азербайджана. |